# والنتین بارکو
والنتین بارکو (انگلیسی: Valentín Barco؛ زادهٔ ۲۳ ژوئیهٔ ۲۰۰۴) بازیکن فوتبال است.
وی همچنین در تیم‌های ملی فوتبال Argentina national under-15 football team و Argentina national under-16 football team بازی کرده‌است.